# Джалинда (село)
Джали́нда — село в Сковородинском районе Амурской области России. Административный центр сельского поселения Джалиндинский сельсовет.

## География
Расположено к югу от районного центра, города Сковородино. Расстояние по автодороге (через посёлки Лесной, Среднерейновский и Таёжный) — около 67 км.
Находится на левом берегу Амура, в черте села в Амур впадает река Большой Невер. На юг (вниз по Амуру) от села идёт дорога к сёлам Албазино и Осежино.
История: Село основано в 1860 г. переселенцами Амурских сплавов, ранее называлось Рейново. 
Топонимика: Название эвенкийского происхождения от «джэлингнэ» со значением «таймень»; «делинда» – «таймень, тайменевая река»; «делингнэ» – «богатый тайменями»; суффикс -ŋра (нгра, нгро) употребляется при именной основе в названиях гор, рек, озер, в итоге получается «тайменная». Река изобиловала этим ценным видом рыб [Мельников А.В., 2009].

### Климат
Климат села резко континентальный. 
| Показатель                                                                       | Янв.  | Фев.  | Март  | Апр. | Май | Июнь | Июль | Авг. | Сен. | Окт. | Нояб. | Дек.  | Год  |
| -------------------------------------------------------------------------------- | ----- | ----- | ----- | ---- | --- | ---- | ---- | ---- | ---- | ---- | ----- | ----- | ---- |
| Средняя температура, °C                                                          | −26,9 | −21,8 | −11,7 | 1,2  | 9,6 | 16,7 | 19,2 | 16,4 | 8,7  | −1,7 | −17,4 | −26,3 | −2,8 |
| Норма осадков, мм                                                                | 7     | 4     | 7     | 20   | 41  | 84   | 108  | 107  | 56   | 24   | 14    | 7     | 479  |
| Источник: ФГБУ "ВНИИГМИ-МЦД" (отсутствует часть данных за 1985, 1986 и 1988 гг.) |       |       |       |      |     |      |      |      |      |      |       |       |      |

## Инфраструктура
- Пограничная зона
- Станция Рейново Забайкальской железной дороги (линия Рейново — Сковородино).

## Население
| 2002  | 2010  | 2012  | 2013  | 2014  | 2015  | 2016  |
| ----- | ----- | ----- | ----- | ----- | ----- | ----- |
| 1524  | ↘1224 | ↘1209 | ↘1197 | ↘1166 | ↗1176 | ↘1158 |
| 2017  | 2018  |       |       |       |       |       |
| ↘1135 | ↘1123 |       |       |       |       |       |